# Terza Lega (pallacanestro)
La Terza Lega è il quinto livello su 6 del campionato svizzero maschile di pallacanestro.